# 棱海龍
棱海龍（学名：Syngnathus carinatus），為輻鰭魚綱棘背魚目海龍魚科海龍屬的其中一種，分布於中東太平洋區的加利福尼亞灣海域，體長可達23公分，棲息在沿岸海域。
其种加词“carinatus”意为“具龙骨状脊的”。